# Martin Lämmel
Martin Moritz Lämmel (auch: Martin Lemmel; * 16. September 1849 in Kulkwitz; Todesdatum unbekannt) war ein deutscher Kupferstecher, Kunstmaler und Graphiker sowie Holzstecher.

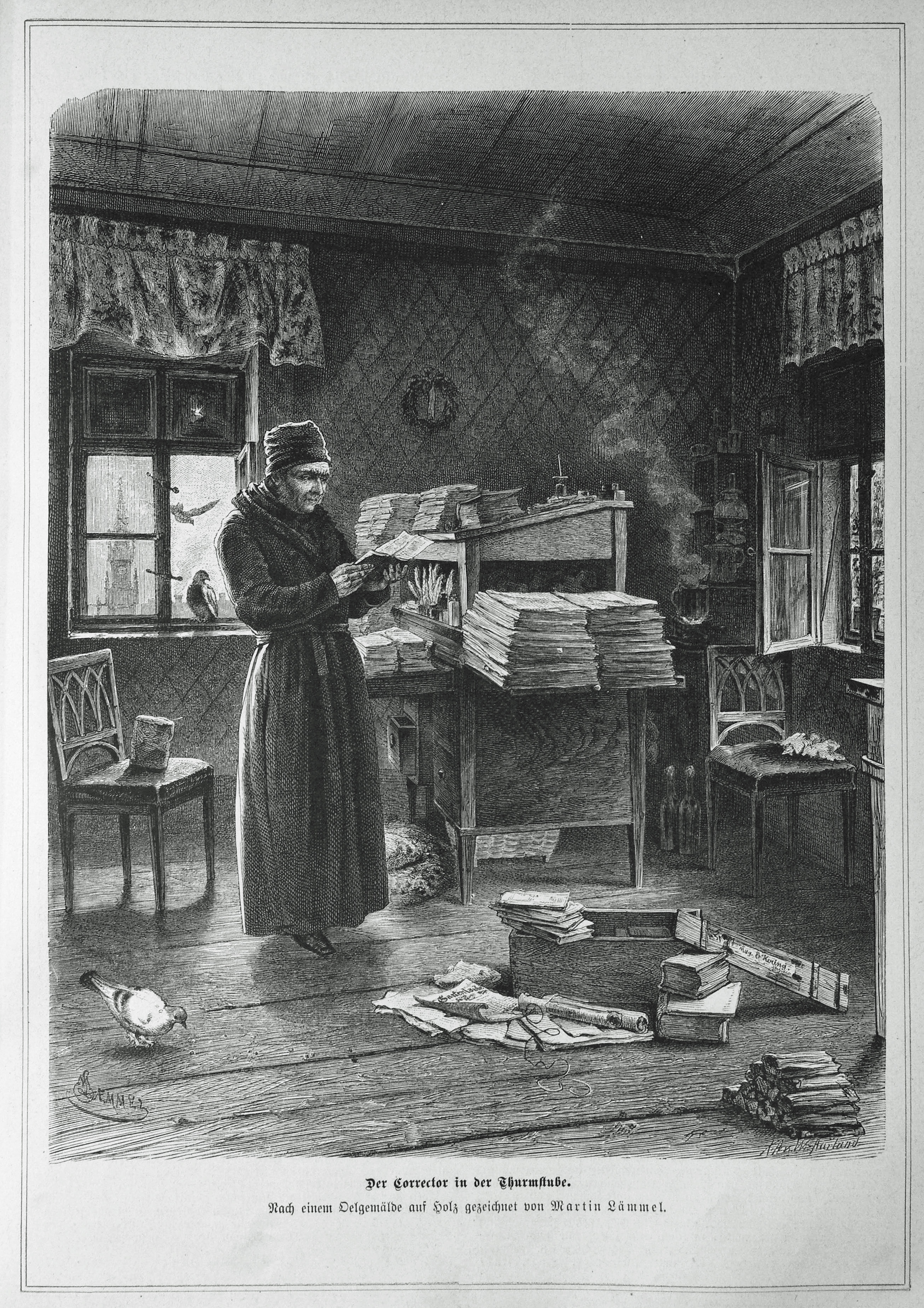
Holzstich in einer Ausgabe der Gartenlaube, 1882

## Leben
Martin kam als Sohn des Leipziger Kupferstechers Karl Moritz Lämmel zur Welt. 1888 legte Martin Lämmel den Bürgereid in Leipzig ab. Dort wurde er Inhaber eines Papiergeschäfts.

## Werke
Zahlreiche Holzstiche in dem Familienmagazin Die Gartenlaube sind mit seinem Namen signiert.